# Estany del Meligar
Estany del Meligar är en sjö i Andorra. Den ligger i parroquian Encamp, i den centrala delen av landet. Estany del Meligar ligger 2 492 meter över havet. Den högsta punkten i närheten är 2 844 meter över havet, 1,0 kilometer väster om Estany del Meligar.
Trakten runt Estany del Meligar består i huvudsak av gräsmarker och kala bergstoppar.